# Syltorhynchus schockaerti
Syltorhynchus schockaerti är en plattmaskart som beskrevs av Noldt 1989. Syltorhynchus schockaerti ingår i släktet Syltorhynchus och familjen Polycystididae. Inga underarter finns listade i Catalogue of Life.